# Павлов, Сергей Михайлович (милиционер)
Сергей Михайлович Павлов (23 сентября 1924 — 3 декабря 2015) — полковник советской милиции, участник Великой Отечественной и Советско-японской войны, общественный и хозяйственный деятель Советского Союза и Российской Федерации, председатель Псковского городского совета ветеранов войны, труда, Вооружённых Сил и правоохранительных органов, почётный гражданин города Пскова (1995).

## Биография
Родился 23 сентября 1924 года в деревне Сабежы, ныне Псковского района Псковской области. Получил образование в Торошенской семилетней школе. В 1941 году, в самом начале Великой Отечественной войны, в возрасте шестнадцати лет ушёл в партизанский отряд и был в составе 10 Ленинградской партизанской бригады. Дважды ранен в боях. 23 февраля 1944 года призван в Красную армию, служил в составе 42-й армии. В июне 1944 года был заброшен в Псков для проведения разведывательной операции. 22 июля 1944 года, на рассвете, войска 42-й армии с боями вошли в город. С. М. Павлов лично принимал участие в освобождении Пскова.
В составе 42-й армии так дошёл от Пскова до Риги. Под Ригой получил тяжёлое ранение. После излечения отправился на 4-й Украинский фронт, принимал участие в освобождении Польши, Германии и Чехословакии. Войну завершил в мае 1945 года под Прагой. Далее его часть была переброшена в Монголию. В составе войск Забайкальского фронта принимал участие в боевых действиях против Квантунской японской армии, освобождал Маньчжурию и дошёл до Порт-Артура. В 1945 году демобилизовался и вернулся в родную деревню, стал работать в колхозе.
В 1948 году был направлен на работу в органы внутренних дел. До 1977 года работал на различных должностях в Управлении внутренних дел Псковской области. В 1960 году успешно сдал экзамены в Псковском Педагогическом институте им. С. М. Кирова. Закончив исторический факультет, поступил в Высшую Школу МВД в городе Ленинграде, и получил ещё одно, второе высшее образование в 1969 году.
С 1977 года на пенсии, ушёл в звании полковника. Любимым увлечением была резьба по дереву. С 1980 по 1987 годы работал в обществе «Знание». В 1990 году избран председателем Совета территориального общественного самоуправления на Завеличье, заместителем председателя Совета ветеранов. Был председателем городского Совета ветеранов в Пскове. В качестве председателя Совета ветеранов выступил с инициативой о присвоении Пскову почётного звания «Город воинской славы», участвовал в церемонии вручения грамоты о присвоении городу этого высокого звания и в обсуждении вариантов места установки стелы «Город воинской славы». С. М. Павлову была предоставлена честь открытия памятника в 2010 году. 
11 июля 1995 года на основании постановления Главы Администрации г. Пскова ему было присвоено звание «Почетный гражданин города Пскова».
Проживал в городе Пскове. Умер 3 декабря 2015 года в Москве.

## Награды
За боевые и трудовые успехи удостоен:
- Орден Отечественной войны I и II степени
- Орден Славы III степени
- Медаль ордена «За заслуги перед Отечеством» II степени
- Медаль «За отвагу»
- Медаль «За оборону Ленинграда»
- другие медали.

- Почётный гражданин города Пскова (1995 год).

## Память
- В Пскове, на ул. Красноармейская, д.25а открыта мемориальная доска Сергею Михайловичу Павлову.